# Qopuz
Qopuz, abgeleitete Namens- und Schreibvarianten in mehreren Turksprachen qobiz, kobus, chomus,  khomus, kumys, komuz, qomuz, bezeichnet überwiegend Bügelmaultrommeln aus Metall, die in der Unterhaltungsmusik in weiten Teilen Zentral- und Nordasiens besonders von Frauen und Kindern gespielt werden. In einigen Regionen verwendeten Schamanen sie früher als magische Hilfsmittel zur Krankenheilung. In der sibirischen Republik Sacha ist die Maultrommel ein wesentliches Element der nationalen Musikkultur.
Zur Unterscheidung von der zentralasiatischen Langhalslaute komuz dient im Kirgisischen der Namenszusatz temir-komuz („Eisen-Maultrommel“) und im Usbekischen tschang-kobus zur Unterscheidung von der Streichlaute kobys. Zum selben Verbreitungsgebiet gehörten auch hölzerne Rahmenmaultrommeln, die heute praktisch verschwunden sind.

## Bauform

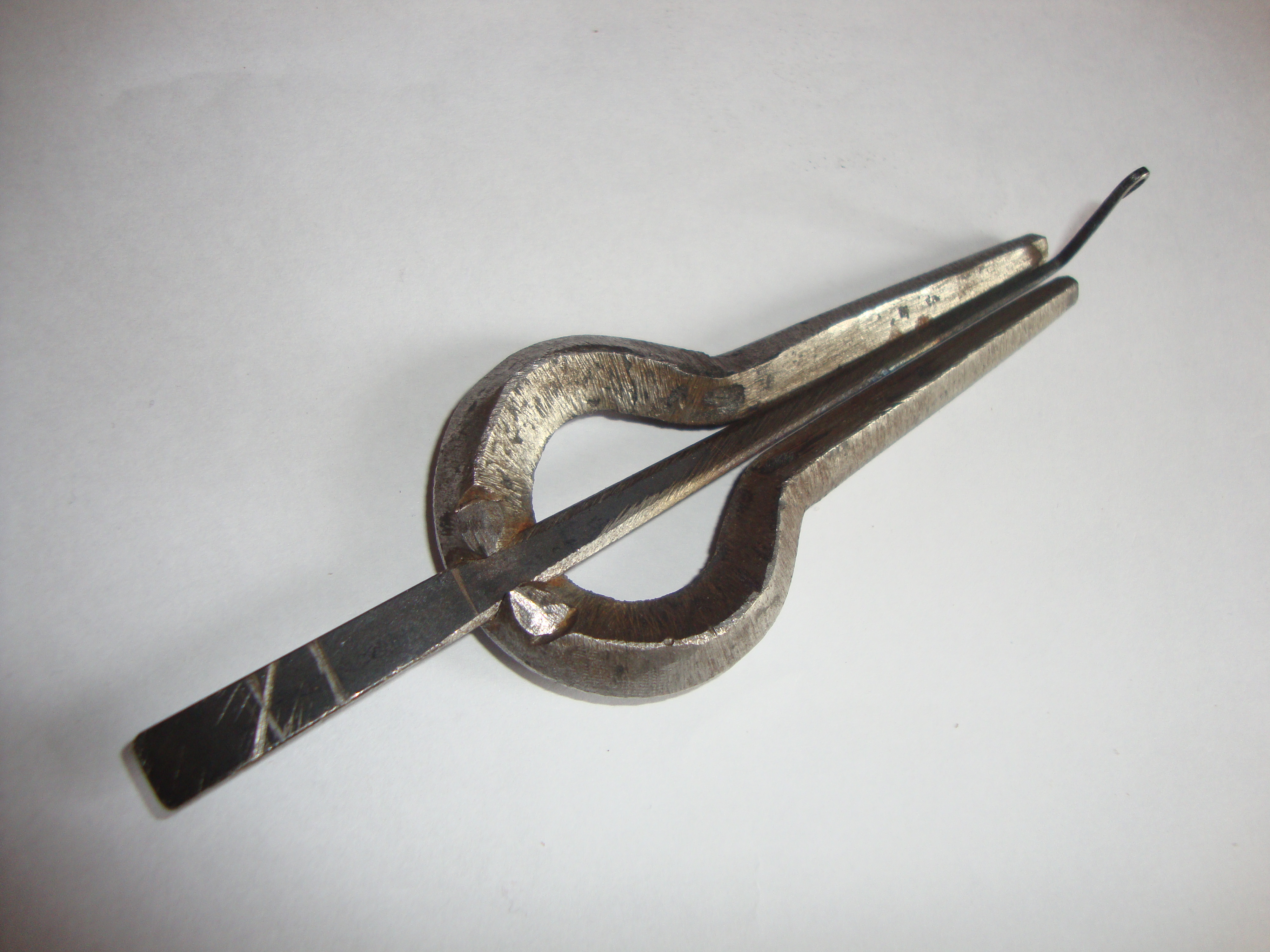
Indische morsing, klassische Form einer asiatischen Bügelmaultrommel

Nach der Hornbostel-Sachs-Systematik von 1914 zählen Maultrommeln zu den Zupfidiophonen, da die elastische, mit einem Finger gezupfte oder angeschlagene Zunge ihre Schwingungen direkt auf einen selbstklingenden Bügel überträgt. Eine andere Klassifizierung als Durchschlagzungeninstrument und damit als freies Aerophon ist möglich, wenn die direkte Erzeugung eines periodisch unterbrochenen Windstroms, der sich um die Zunge bewegt, in den Mittelpunkt gestellt wird. Die Unterscheidung in der Hornbostel-Sachs-Systematik nach idioglotten Maultrommeln (bei denen Zunge und Rahmen aus demselben Material herausgeschnitten wurden) und heteroglotten Instrumenten (deren Zunge am Rahmen befestigt ist), entspricht im Wesentlichen der seit Curt Sachs (1917) geläufigen Einteilung in Rahmenmaultrommeln und Bügelmaultrommeln. Beim ersten Typ, der als älter gilt und überwiegend in Südostasien (als genggong im Malaiischen Archipel) und in Ozeanien (als susap in Melanesien) vorkommt, ist die Zunge gerade und kürzer als der Rahmen, weshalb der Spieler das Instrument mit der Zungenspitze zur Hand gerichtet hält und es mit der anderen Hand mittels einer am Rahmen befestigten Schnur in Schwingung versetzt oder das Rahmenende anschlägt. Die jüngeren und als höher entwickelt eingeschätzten Bügelmaultrommeln besitzen eine gebogene, über den Rahmen hinausragende, separate Zunge, deren angezupfte häkchenartige Spitze beim Spielen von der Hand weg nach außen orientiert ist. Bügelmaultrommeln kommen seit Jahrhunderten in Europa, Südasien, Zentral- und Nordasien einschließlich Tibet und China vor. Sie bestehen meist aus Stahl, seltener aus Bronze; Rahmenmaultrommeln werden aus Holz, Bambus, Knochen, Elfenbein, Messing oder Kupfer gefertigt. Heteroglotte Rahmenmaultrommeln sind selten. 
Während europäische Bügelmaultrommeln mit den kolonialen Eroberungen auch in beide Amerikas und nach Afrika ausgeführt wurden, stellen die asiatischen Bügelmaultrommeln eine eigenständige, möglicherweise ältere Entwicklung dar. Sie sind an einer nach hinten über den hufeisenförmigen Bügel hinausragenden Zunge erkennbar, der bei europäischen heutigen Instrumenten fehlt, bei einigen Exemplaren aus dem 14. bis 17. Jahrhundert jedoch ebenfalls vorhanden war. Bei asiatischen Maultrommeln wie beispielsweise der indischen morsing ist der hintere Zungenüberstand häufig zur Form eines Spatels breitgeklopft. Es handelt sich wahrscheinlich um funktionslose, aber in einigen Fällen kunstvolle Verzierungen.
Abgesehen von diesen Verbreitungsgebieten der beiden Maultrommeltypen tauchen auch Rahmenmaultrommeln in Nordasien auf. Ein besonderer Fund ist eine alte Rahmenmaultrommel der Chanten (Ostjaken), die aus einem 10,8 Zentimeter langen Knochenstück besteht, das außen ebenso wie die Zunge keilförmig ausgeschnitten wurde. Durch ein Loch am Basispunkt der Zunge ist ein Faden gezogen und mit Knoten befestigt, an dem gezupft werden kann, wodurch die untere Seite des Rahmens in Schwingung gerät. Zu diesem Typ Rahmenmaultrommel mit Keilzunge gehört auch eine hölzerne Maultrommel des Tuwiner, deren Rahmen außen jedoch rechteckig mit abgerundeten Ecken ist. Eine gleich konstruierte Rahmenmaultrommel der Niwchen (Giljaken) aus einem schmalen Messingblech beschreibt der Geograph Leopold von Schrenck im dritten (ethnographischen) Teil seines Werkes Reisen und Forschungen im Amur-Lande in den Jahren 1854–1856. Den niwchischen Namen des abgebildeten, sehr einfachen Instruments, das angeblich von den Mandschu stammte, gibt Schrenck mit kanga oder wutschranga an. Die nebenstehende Abbildung auf derselben Seite bei Schrenck zeigt eine ähnliche flache Rahmenmaultrommel aus Holz mit einer flaschenartigen Zunge, die nach der Kategorisierung von Curt Sachs als „stufzungige Schnurmaultrommel“ außer am Jenissei, in der chinesischen Provinz Yunnan, im Osten der Region Turkestan und in Teilen Südostasiens vorkommt. Schrencks Abbildung der stufzungigen Maultrommel zeigt als Besonderheit ein Loch in der Mitte der Zunge, in welches ein Holzzäpfchen eingepasst ist. Dieses ist in seiner Größe veränderbar und dient zum Stimmen der Maultrommel auf den gewünschten Grundton. Üblicherweise wird zu diesem Zweck auf die Zungenspitze ein Tropfen Harz, Lack oder Wachs gegeben. Dadurch erhöht sich die Masse der Zunge, die Schwingungsdauer verlängert sich und die Tonhöhe kann in gewissen Grenzen verändert werden.
Die Erkenntnisse über die Verbreitung spezieller nordasiatischer Maultrommeln stammen weitgehend von Forschern und Reisenden des 19. und Anfang des 20. Jahrhunderts. Daraus leitete Curt Sachs (1917) eine Klassifizierung der unterschiedlichen Maultrommeltypen her, die er – basierend auf der Kulturkreislehre von Leo Frobenius – in seinem Werk Geist und Werden der Musikinstrumente (1929) in eine evolutionistische Migrationstheorie der Völker einfließen ließ. Deren anhand kultureller Erscheinungsformen ermittelter Ausgangspunkt soll zusammen mit den Maultrommeln in Zentralasien gelegen haben. „Wir unterstellen eine gesetzmäßige Entwicklung vom Rohen zum Feinen, vom Unbeholfenen zum Kunstvollen.“ Zum Nachweis eines so definierten kulturellen Entwicklungsgangs hielt Sachs die zahlreichen Varianten der Maultrommel für besonders geeignet. Sachs gelang es, bestimmte Maultrommeltypen nach ihrem Alter und ihrer Verbreitung in Beziehung zu setzen, ein Beweis für die Hypothese einer Ausbreitung der Maultrommel von Zentralasien nach Europa ist damit zwar nicht zu erbringen, sie wird heute aber für am wahrscheinlichsten gehalten.

## Etymologie

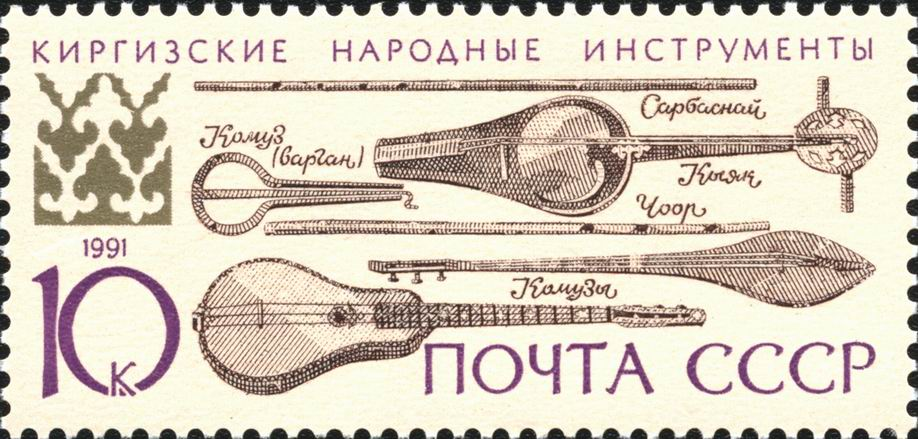
Kirgisische Musikinstrumente auf einer sowjetischen Briefmarke von 1991. Von oben nach unten: Querflöte sybyzgy, gestrichene Schalenhalslaute kobys, Maultrommel temir-komus, beidseitig offene Längsflöte tschoor (der kasachischen sybyzgy entsprechend), Langhalslaute dombra, Langhalslaute komuz

Alle turksprachigen Namen von Maultrommeln sind vom alttürkischen Wort qopuz für „Laute“ abgeleitet. Qopuz bezeichnet in Zentralasien mehrere gezupfte Langhalslauten sowie ein- und mehrsaitige Streichinstrumente, erst in zweiter Linie Maultrommeln. Eine ähnliche Bedeutungsübertragung kommt im arabischen Wort rabāba zum Ausdruck, mit dem Beduinen eine alte einsaitige Fiedel mit einem kastenförmigen Korpus bezeichnen. Hiervon leiten mehrere arabische Spießgeigen rabāb bis hin zur marokkanischen ribāb ihre Namen her. Aus dem arabischen rabāba stammen seit der frühen Neuzeit bevorzugt in südeuropäischen Sprachen abgewandelte Bezeichnungen für Maultrommeln (rébute in Frankreich, ribèba in Norditalien im 15. Jahrhundert). Dass in den Turksprachen und im Arabischen Musikinstrumente nicht streng typologisch getrennt wurden (zamr hieß ein arabisches Saiteninstrument, mizmar sind arabische Blasinstrumente mit der gemeinsamen Konsonantenwurzel z-m-r), lässt sich damit erklären, dass wohl nicht die Art der Tonerzeugung, sondern die Funktion des Instruments entscheidend war. Einen vergleichbaren gemeinsamen Namensursprung haben in westeuropäischen Sprachen von Althochdeutsch trumba abgeleitete Blasinstrumente (Trompete), Schlaginstrumente (Trommel) und Maultrommeln: englisch trump, mit dem Übergang in slawische Sprachen bis zur ukrainischen Maultrommel drymba.
Qopuz als Bezeichnung für eine Maultrommel kommt erstmals in einem Glossar zum Werk des aus Herat stammenden, Tschagataisch schreibenden Dichters Mir ʿAli Schir Nawāʾi (1441–1501) vor. Neben rabāba lebt auch qopuz dem Namen nach über den Umweg von qanbus zu gambus für ein malaiisches Zupfinstrument im europäischen Sprachraum als Gambe weiter.
Mit qopuz verwandte Formen sind qowuz, qobuz und qobus für die Region Ostturkestan. Auf Jakutisch heißt die Maultrommel chomus oder chamys, auf Turkmenisch je nach Schreibweise qobiz, kopys oder kobys, auf Kasachisch komys, auf Tschuwaschisch kabás und kupas, auf Tatarisch kobus und kubys, auf Baschkirisch kumys und auf Tuwinisch chomus (englische Umschrift khomus). Der erste Vokal bei den meisten Wortformen ist „o“, alternativ kommen „a“ und „u“ vor, der zweite Vokal ist „u“ oder „y“. Der Konsonant dazwischen ist in den älteren Formen „p“, wovon die Entwicklung zu „b“ und weiter zu „v“ fortgeschritten ist. Folglich stellt das usbekische kavuz eine jüngere Form dar.
Spekulativ ist die Einordnung ähnlicher Bezeichnungen zu einem Bedeutungsumfeld der Maultrommel. Das altaische Wort komys und das kirgisische komus besitzt auch die Bedeutung „Käfer“ und „Maikäfer“. Analog bedeutet die auf Estnisch parmupill genannte Maultrommel „Hummel“ und die estnische konnapill „Frosch“. Hierbei verbinden sich die den Klang beschreibenden Namen vieler Maultrommeln mit ihren Klangeigenschaften, die zur Nachahmung von Tierlauten geeignet sind. Über die frühere Funktion und Klangbildung von Maultrommeln lassen sich so möglicherweise Aussagen treffen, eine eindeutige Herleitung solcher Maultrommelnamen von Insektenbezeichnungen ist jedoch nicht möglich.
Um die Maultrommel von den gleichnamigen Saiteninstrumenten zu unterscheiden, tragen sie entsprechende Vorsilben. In Kirgisistan wird die temir-komuz („Eisen-Maultrommel“) und in der tadschikischen Musik die tschang-kobus (changi zanona, tadschikisch) und tschang-kawus (ceng kavuz, usbekisch) gespielt. Die Tuwiner unterscheiden die temir-chomus aus Eisen von der yjasch-chomus (englische Umschrift iash khomus) aus Holz. Persisch tschang (türkisch çeng), verkürzt vom arabischen tschangal (čangal) ist eine in Asien weit verbreitete Bezeichnung für Saiteninstrumente. Der Name der historischen Winkelharfe tschang ist noch in der heutigen georgischen Harfe tschangi erhalten. Francis W. Galpin führt das dem arabischen tschangal zugrundeliegende assyrische Wort für Harfe, zak’k’al, auf das sumerische Bilderzeichen ZAG-SAL („Ruhm, Ehre“, auch in der Bedeutung „Holz“) zurück. Davon abgeleitete Namensvarianten für Maultrommeln sind tschang in Afghanistan, tschangu und machinga im Nepal, morchang in Rajasthan, morsing und morshingu in Südindien (-shingu von shringa, Naturtrompete).
Ebenfalls nach dem Material ist die agatsch-kumys der Baschkiren benannt, eine hölzerne Rahmenmaultrommel, wobei unter demselben Namen (agach komus) in Dagestan eine zwei- bis dreisaitige Zupflaute bekannt ist. Bei den Tuwinern (Sojoten) steht kulusun im Namen ihrer Rahmenmaultrommel kulusun-chomus (auch als kozulun-komys notiert) für „Bambus“, „Schilf“. In den mongolischen Sprachen steht chuur (chur) oder chugur hauptsächlich für ein Saiteninstrument, genauer für die zweisaitige mongolische Pferdekopfgeige morin chuur. Zur Unterscheidung heißen die mongolischen Maultrommeln temür-chuur („Eisen“-chuur), aman-chuur („Mundsaiteninstrument“) oder chulsan chuur („Bambus“-chuur aus Bambus, Holz, Knochen, Horn). In der Inneren Mongolei wird die zweisaitige Kastenhalslaute tobschuur von der Maultrommel aman tobschur unterschieden. Eine Parallele ist das chinesische Wort qin für „Saiteninstrument“ im Namen der Griffbrettzither guqin, das mit dem Zusatz ko („Mund“) die chinesische Maultrommel koqin ergibt. Gerhard Doerfer stellt eine Verbindung von chuur über mongolisch quhur und qupur zu qopuz her. Bei den Mandschu wird aus chuur die Maultrommel kuru.

## Spielweise und kulturelle Bedeutung
Als Unterhaltungsinstrument ist die Maultrommel nach wie vor in Nordasien verbreitet, in manchen Regionen – wie in Kasachstan – ist sie vorwiegend bei Kindern beliebt. Bei den Turkmenen ahmen die Jungen Tierlaute wie bellende Hunde, schreiende Gänse und trampelnde Pferde nach. 

### Zentralasien und Mongolei
Für Kirgisistan wird 1923 eine hölzerne und eine eiserne Maultrommel (qowus) neben einer tönernen Gefäßflöte, einer Rohrquerflöte mit vier Fingerlöchern (komus) und einer hölzernen Langtrompete (karnai) erwähnt. Die heutige kirgisische Bügelmaultrommel temir-komuz besitzt einen 10–20 Zentimeter langen Eisenrahmen, dessen Stärke 2–7 Millimeter beträgt. Zum Spielen einfacher Melodien wird der Tonumfang von einer Oktave über dem Grundton ausgenützt. Auch wenn die Maultrommel in Kirgisistan hauptsächlich als Kinderspielzeug gilt, gab es auch Konzerte mit Maultrommelensembles. Eine skurrile Marionettenaufführung, die 1939 von W. S. Winogradow beschrieben wurde, heißt tak-teke („die springende Ziege“). Die Darstellerin (meist sind es Frauen) hält, während sie Maultrommel spielt, einen Faden in einer Hand, mit dem sie die vor sich auf einem Tisch aufgestellte Marionettenfigur einer Ziege im Rhythmus zur Musik tanzen lässt. Ein ähnliches Spiel ist aus Turkmenistan bekannt, wo ein männlicher dotar-Spieler vor sich einen Kasten positioniert hat, auf dem sich zwei Ziegenmarionetten gegenüberstehen, die er mit zwei Schnüren zum Tanzen bringt. Im Norden Afghanistans heißt die Aufführung buz bazi („Ziegen-Spiel“). Der afghanische Darsteller spielt die Langhalslaute dambura und lässt mit einem Faden eine Ziege auf und ab hüpfen. Der kirgisische Maultrommel-, komuz- und Ziehharmonikaspieler Adamgaly Bajbatyrow zog in den 1930er Jahren mit einem Puppentheater umher, trat als Sänger und Erzähler auf und begleitete die Vorführungen mit der Maultrommel. 1939 gründete er ein Ensemble mit Maultrommelspielerinnen.
In der afghanischen Musik macht sich die strikte Geschlechtertrennung aus dem Alltagsleben bemerkbar. Während professionelle männliche Musiker die Zupflauten rubāb und dutār auf öffentlichen Veranstaltungen spielen, pflegen Frauen bei Feiern im häuslichen Umfeld mehrere weltliche und religiöse Gesangsstile, die sie auf der Rahmentrommel dāira begleiten. Andere Musikinstrumente verwenden sie normalerweise nicht. Im Norden des Landes spielen Frauen (und Kinder) manchmal in der Gruppe die Bügelmaultrommel chang-qobuz. Die chang und die kleine endgeblasene Rohrflöte der Schäfer nai gelten in Nordafghanistan mancherorts nicht als ordentliche Musikinstrumente, sondern als Spielzeug für Kinder, Frauen und Schafhirten. Damit ist die Gruppe der „Nicht-Musiker“ gemeint, die also weder Amateure noch Berufsmusiker sind.

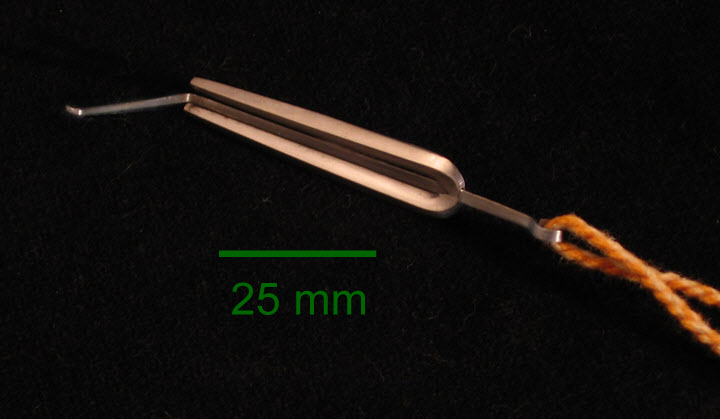
Demir-chomus aus Tuwa

Der Obertongesang ist eine Gesangstradition, die in besonderer Weise von den Tuwinern gepflegt wird, wobei der bekannteste Stil khöömei auch bei den Mongolen und Baschkiren vorkommt. Bei den Tuwinern steht vor allem der kargyraa, eine tiefere Form des Obertongesangs in stilistisch enger Verbindung mit der Spielweise auf der hölzernen yjasch-chomus. Die melodischen Klänge (Ostinato) sind sehr ähnlich, lediglich bei der Hervorbringung des lang gehaltenen Haupttons (Orgelpunkt) gibt es einen Unterschied. Der Sänger produziert einen einzelnen tiefen, obertonreichen Grundton, von dem er durch entsprechende Formung des Mundraums einzelne Obertöne isoliert verstärkt, wie dies auch der Maultrommelspieler macht. Während die Kontrolle des Mundraums sehr ähnlich ist, ist die Atemtechnik unterschiedlich. Im Ergebnis sind die klanglichen Variationsmöglichkeiten beim Obertongesang größer als bei der Maultrommel, bei der vom Grundton, auf den sie gestimmt ist, nicht abgewichen werden kann. Ein guter tuwinischer Maultrommelspieler kann mit seinem Instrument Sprachinhalte vermitteln, die ein geschulter Zuhörer versteht.
In der westlich des Ural liegenden Republik Baschkortostan kommt ein anderer Obertongesangsstil vor, der uzlyau genannt wird und aus der musikalischen Tradition der Hirten stammt. Der Sänger engt seinen Kehlkopf so ein, dass der obere Teil des Rachens zu einem schmalen Spalt wird, der pfeifenartige Obertöne über dem Grundton erzeugt. Diesem Klangbild kommt der Spieler der langen Längsflöte kurai nahe, der zum geräuschhaften Flötenton eine Bruststimme hinzufügt. Alternativ tritt die baschkirische Maultrommel kubyz an deren Stelle. Einer der bekanntesten männlichen kubyz-Spieler ist Ilsen Mirhaidarov, wobei insgesamt mehr Frauen kubyz spielen. Die Maultrommel wird solistisch eingesetzt oder in kleinen Ensembles für beschwingte Volkstanzmelodien, etwa zusammen mit der Mandoline oder Violine, andernfalls in einer moderneren Volksmusikbesetzung mit der Hirtenflöte kuray und dem Knopfakkordeon bayan, das dem russischen garmon ähnelt.
Eine tiefe kehlige Stimme (qobyzdybyzy) mit Obertönen benötigt auch der kasachische Epensänger jyrau (vergleichbar dem türkisch-aserbaidschanischen aşık und dem usbekischen bachschi), der sich auf der Streichlaute kobys (qobyz) begleitet. Außerhalb dieser bis in das 15. Jahrhundert zurückreichenden mythischen Dichtkunst stehen Volksgesänge, an denen Frauen einen wesentlichen Anteil haben. Allein Frauen dürfen neben ihrem Gesang, den sie unbegleitet oder zur Laute dombra zur Unterhaltung vortragen, die Maultrommel schan-qobyz und Gefäßflöten spielen. Spielen Frauen die Streichlaute qobyz, der spirituelle Kräfte zugeschrieben werden und die zur Unterscheidung qyl-qobyz („Pferdehaar“-qobyz) genannt wird, sind sie Schamaninnen.
Früher dienten Maultrommeln in Nordasien gelegentlich neben der Schamanentrommel als Hilfsmittel, die ein Schamane zur magischen Krankenheilung, Geisteranrufung oder für seine mystische Himmelsreise einsetzte. Über die Verwendung als Schamaneninstrument schreibt Georg Tschubinow 1914: „Die Töne der menschlichen Stimme werden bei einigen Mongolen- und Türkstämmen noch dadurch verstärkt und variiert, daß ihre Schamanen ein besonderes kleines Metallinstrument, zwischen die Zähne gesteckt, von Zeit zu Zeit erklingen lassen, indem sie die Mundhöhle als Resonator benutzen.“
In der Mongolei konnte mit der Maultrommel ein potentieller Anwärter auf den Beruf des Schamanen geprüft werden. Die Schamanen im Norden der Mongolei (Provinz Chöwsgöl-Aimag) unterscheiden drei Spielweisen auf der Maultrommel (aman chuur): Ein regelmäßiger Schlag ohne Veränderung der Tonhöhe (schuud tsochilt, „direkter Schlag“) steht für die Reise des Schamanen auf der Straße. Wird die Zunge vor- und zurückbewegt, sodass unterschiedliche Tonhöhen entstehen (chelnii tsochilt, „Zungen-Schlag“), ahmt der Spieler Tierlaute nach und tritt mit den Tieren in Verbindung. Beim ongodiin tsochilt („Geister-Schlag“) imitiert er ein trabendes Huftier. Dieser Klang soll den vom Körper des Schamanen entfernten Geist symbolisieren, der an dessen Heimstatt zurückkehrt.

### Republik Sacha
In der Republik Sacha (Jakutien) in Sibirien werden drei Spielweisen auf der Maultrommel chomus unterschieden: Mit einer „sprechenden chomus“ können Liebende oder befreundete Mädchen in einem halb rezitativen Stil untereinander sprachliche Botschaften austauschen. Im Unterschied hierzu gibt die „singende chomus“ gängige Melodien wieder. Sehr beliebt ist das lautmalerische Hervorbringen von Tierstimmen (Kuckucksruf). Unverzichtbar ist die Maultrommel beim nationalen Frühjahrfest essech, das auf einen Sonnenkult zurückgeht. Junge Männer tanzen hierbei im Kreis und singen Lieder, während Frauen sich am Rand zu einer Gruppe versammeln und chomus spielen.
In den 1970er Jahren gewann die chomus in Sacha eine neue Bedeutung als Volksmusikinstrument und gelangte auch in die Kunstmusik, als der jakutische Komponist Nikolaj Berestow in seinen „Konzertimprovisationen für Maultrommel und Orchester“ erstmals für diese Region ein Volksmusikinstrument in ein klassisches Werk integrierte. Berestow bedient sich einer Reihe von traditionellen Spieltechniken zur Klangerzeugung. Ein mit der Zunge erzeugtes Vibrato ist eine alte Methode, um Tierlaute (etwa den Gänseschrei) nachzuahmen. Ein anderes Vibrato wird durch Formung der Mundhöhle erzeugt und das Resultat als ürdüh dorgoon („hoher Ton“), könköloy dötü („tiefer Ton“), uos khamsatyya („Lippenvibration“) oder khos dorgoon („Zweistimmigkeit“) bezeichnet. Hinzu kommen moderne Techniken wie Zungenschnalzen und ein abgehacktes Spiel, bei dem die Maultrommelzunge nach dem Anzupfen angehalten wird. Der Spieler kann auch eine Melodie singen, während er rhythmisch die Maultrommel bedient.
Iwan Jegorowitsch Alexejew war als jakutischer Musiker, der bei Konzerten in Moskau mit Maultrommeln auftrat, führend am Aufbau einer Volksmusikszene in seiner Heimat beteiligt, zu der 300 Maultrommelspieler gezählt werden. Seit den 1960er Jahren tritt er mit dem Ensemble Algus auf. Andere jakutische Maultrommelspieler sind Anatoly Ukchanov, P. Pakhomov und Peter Ogotoyev.
Jakutien hat einen guten Ruf für die Herstellung von Maultrommeln, die üblicherweise sieben bis acht Zentimeter lang sind. Nach dem Schmieden werden die glühenden Bügel in einem Wasser abgekühlt, dem kleine Mengen gemahlenes Rinderhorn sowie je nach Rezeptur Salz und Butter beigemischt sind. Die Zunge sollte in der Abenddämmerung aufgehämmert werden, begleitet von einer rituellen Anrufungsformel. Manche Hersteller versuchen durch Berechnungen zu neuen Klangeffekten zu gelangen, andere verzieren ihre Instrumente mit Gold- und Silberapplikationen und verkaufen sie als Schmuckstücke.

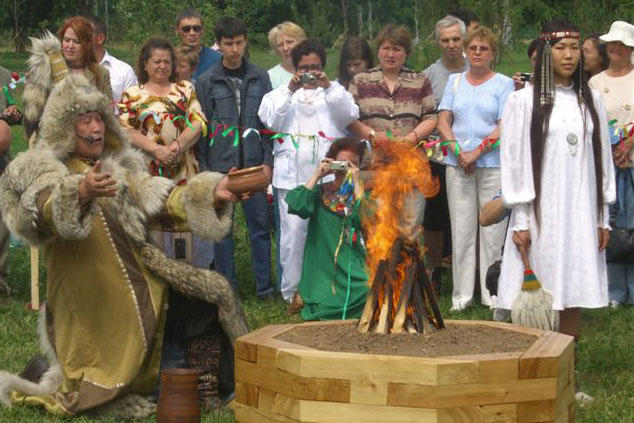
Mit dem Feuerkult beim jährlichen Yhyakh-Fest in Sacha sollen die Geister günstig gestimmt werden.

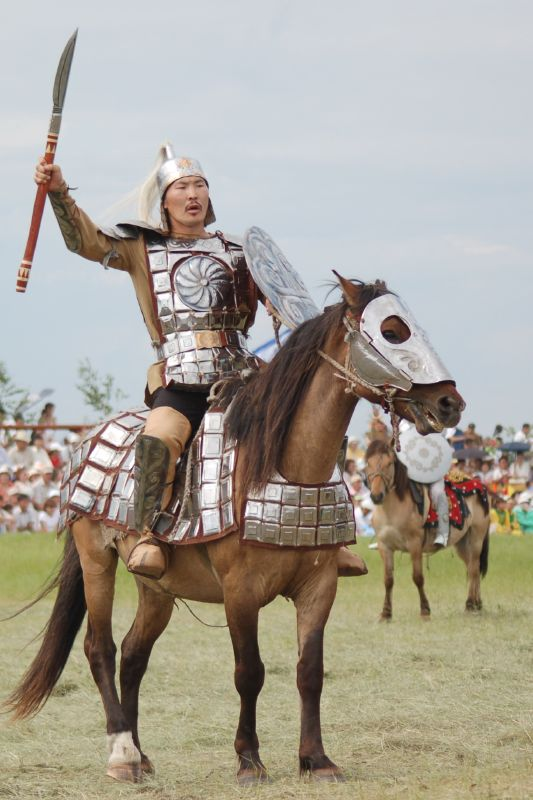
Reiterspiele gehören zu Aufführungen des jakutischen Heldenepos Oloncho.

Mehrere Forscher betonten Anfang des 20. Jahrhunderts, dass die Jakuten eine Ausnahme darstellen, weil sie die Maultrommel nicht zu schamanischen Ritualen verwenden. Dennoch glauben auch die Jakuten, dass Schmiede mit magischen Kräften ausgestattet sind, gemäß dem jakutischen Sprichwort: „Schmiede und Schamanen sind aus demselben Nest“. Bei den Jakuten sollen nur Schmiede Maultrommeln herstellen. Schmiede, die das Feuer beherrschen, gelten in vielen Gesellschaften in Asien und Afrika wegen ihrer mutmaßlichen magischen Fähigkeiten als Außenseiter. Sie lebten früher am Rande des Dorfes oder zogen als Wanderschmiede umher. Es besteht über die Hufschmiede eine mythische Beziehung zwischen der Musik (des Schamanen) und der Pferdezucht, die in Nordasien von großer Bedeutung ist. Seit alter Zeit sind der Schmied mit seinem Blasrohr und der musikalische Bläser sprachlich verwandt, wie sich aus der etymologischen Untersuchung schriftlicher Quellen ergibt (vedisch dhmātar, „Schmelzer“; dhm ā, „blasen“).
Schamanen verdanken ihre magischen Fähigkeiten hilfreichen Geistern, die sich besonders in Vögeln verkörpern. Ein Vogel fliegt auf der in Ekstase durchgeführten Himmelsreise vor dem Schamanen her, zu dessen Tracht eine Vogelkopfbedeckung gehört. Nicht nur die Ausstattung des Schamanen, auch andere Gegenstände, Tiere und Naturerscheinungen sind im sibirischen Volksglauben Symbole, die in einer Wirkungsbeziehung zu Kräften in einer jenseitigen Welt stehen. Schamanen, die von ihnen behandelten (und mit Amuletten versorgten) Kranken und die Geister gehören zu einem großen, auf Symbolen basierenden Beziehungsgeflecht. In der Republik Sacha besitzt die Maultrommel chomus in diesem Zusammenhang eine derart heilkräftige Bedeutung, dass ein altes Wort für bestimmte magische Praktiken chomusun heißt. Für die Jakuten bringt die Maultrommel die Stimme eines Seetauchers oder Kuckucks hervor und wird so zur Verkörperung dieser Vögel. 1995 veranstaltete das Chomus-Museum in Jakutsk, in dem regelmäßig Maultrommel-Konzerte stattfinden, Therapiegruppen mit zwei anerkannten traditionellen Heilern. Die rund 20 Teilnehmer tanzten in Trance – während sie vogelartige Bewegungen vollführten – zur musikalischen Begleitung von Maultrommeln. Am Ende einer Sitzung streckten sie ihre Hände gen Himmel, um die Energie der Sonne in ihren Körper zu lassen. Derartige Praktiken stehen mit der weltweiten Bewegung des Neoschamanismus in Verbindung.
Das Maultrommelspiel wird in der Republik Sacha als eine Kunstform verstanden. Mehrere Musikgruppen in Jakutsk transportieren die alte jakutische Tradition in neuen Musikstilen, die etwa in die Kategorie Ethno-Jazz fallen. Zu ihnen gehören die Sängerin Chyskyyrai (bürgerlich Valentina Romanova), die neben chomus diverse Rasseln und Schamanentrommel spielt. Einen vergleichbaren Wandel von einer lauten, an westlichen Vorbildern orientierten Pop-Rock-Sängerin zu einer Erneuerin der Tradition unternahm nach der Jahrtausendwende Saina. Eine geradezu magische Ineinssetzung von Schmied, Schamane und Maultrommel vollzieht die Gruppe Ayarkhaan.

## Diskografie
- Khomus: Jew's Harp Music of Turkic Peoples in the Urals, Siberia and Central Asia. Aufgenommen von Vyacheslav Shurov. (PAN-2032CD) PAN Records, 1995 (Titel 1–3: Gorno-Altai, 4: Kirgisistan, 5: Tuwa, 6–15: Baschkortostan, 16–33: Jakutien)